# El Risitas
Juan Joya Borja (Sevilha, 5 de abril de 1956 – Sevilha, 28 de abril de 2021) foi um comediante e ator espanhol famoso pelo inusitado nome artístico El Risitas. 
Ele ganhou ampla popularidade em 2015 graças a uma série de paródias no programa de entrevistas Ratones Coloraos de Jesús Quintero.

## Biografia
Juan Joya nasceu em Sevilha, tendo crescido no bairro de San Pablo, onde sempre viveu toda a vida. Fez o serviço militar em Melilha e teve vários trabalhos temporários e empregos com curta duração ao longo da sua vida, dos quais deram origens ás histórias que conta de forma hilariante, e pelas quais ficou conhecido, onde se incluem o trabalho como cozinheiro num restaurante na praia, e o de descarregar sacos de cimento. A sua primeira aparição na televisão espanhola foi em 1999, no programa El vagamundo de Jesús Quintero, onde foi entrevistado sobre várias situações da sua vida, e mais tarde juntamente com seu parceiro "El Peíto" ou "el Cuñao", em tom cômico. Ele tornou-se reconhecível pelo sua riso, o que o levou a ser apelido de "El Risitas" (traduzido para "o risinhas" em português). Participou até 2012 em várias programas de Jesús Quintero, e também fez uma aparição no filme de 2005 Torrente 3: El protector. Tornou-se conhecido internacionalmente apenas em 2015 devido aos memes publicados na internet, depois disso fez publicidade para empresas de fora da Espanha, como por exemplo em um comercial finlandês.

## Meme da entrevista emRatones Coloraos
Em 2002, Juan Joya apareceu no programa Ratones Coloraos, de Jesús Quintero, e descreveu um incidente em que trabalhava como lavador de pratos. Ele descreve uma situação onde deixou algumas panelas de paelha à noite no oceano para que elas fossem limpas pela água, e quando, pela manhã, ele voltou para pegar as panelas, elas foram arrastadas para o mar por causa da maré alta. O vídeo original foi enviado para o YouTube em 25 de junho de 2007 e recebeu mais de um milhão de visualizações oito anos antes do meme se tornar difundido.
Em março de 2014, imagens da entrevista foram usadas pela Irmandade Muçulmana para parodiar o presidente do Egito Abdel Fattah el-Sisi. Outras paródias também foram produzidas, geralmente parodiando tecnologia e jogos. As versões mais assistidas do vídeo legendaram Joya como projetista da placa de vídeo Nvidia GeForce GTX 970, como um designer do jogo Team Fortress 2, como um funcionário da Valve discutindo sobre Dota 2, como um representante da Canon discutindo sobre a câmera C300, e como um funcionário da Xbox Live descrevendo o sistema da plataforma.
Em março de 2015, o meme recebeu mais atenção após o lançamento do MacBook 2015, onde Joya foi legendado como um designer que trabalhou no protótipo. Dentro de um mês após o upload, o vídeo recebeu mais de cinco milhões de visualizações no YouTube. O impacto do meme foi comparado a paródias do drama de guerra de 2004, Der Untergang, onde várias cenas do filme são editadas de forma similar com legendas falsas.
Outro meme popular foi publicado em abril de 2015, parodiando um caso político na Eslováquia conhecido como o caso de Vahostav, onde Joya foi legendado pelo popular comediante de stand-up eslovaco Jano Gordulic.
Em maio do mesmo ano, o meme teve outro sucesso ao criticar a decisão da Valve Corporation de monetizar o modding em sua plataforma Steam, sendo que o vídeo da paródia obteve mais de meio milhão de visualizações. A Valve rapidamente reverteu sua decisão sobre os mods.
Em novembro de 2018, o meme teve ainda outro sucesso ao criticar a decisão da Blizzard Entertainment de trazer Diablo para dispositivos móveis com o novo jogo Diablo Immortal. O vídeo alcançou mais de 490.000 visualizações.

## Saúde e morte
Juan Joya Borja morreu no meio da tarde de 28 de abril de 2021 no Hospital Universitario Virgen del Rocío devido a um enfarte do miocárdio, do qual já tinha sido internado no Hospital de la Caridad de Sevilha em setembro de 2020.

## Filmografia

### Cinema
- 2005: Torrente 3: El protector

### Televisão
- 1999-2002: El Vagamundo, Canal 2 Andalucía
- 2002–2005: Ratones Coloraos, Canal Sur Televisión
- 2006: El loco da colina, TVE
- 2007–2009: Ratones Coloraos, Canal Sur Televisión
- 2008-2009: Paz en la Tierra, Canal Sur Televisión
- 2011: El Loco soy Yo, Canal Sur Televisión
- 2010-2012: El Gatopardo, Canal Sur Televisión